# Rivière de l'Est (rivière de l'Ouest)
Pour les articles homonymes, voir Rivière de l'Est (homonymie).
La rivière de l'Est est un affluent de la rivière de l'Ouest, coulant dans les municipalités de Gore, Lachute et Brownsburg-Chatham, dans la municipalité régionale de comté (MRC) d'Argenteuil, dans la région administratives des Laurentides, au Québec, au Canada.
La rivière de l'Est coule principalement en zones forestières. Son cours descend plus ou moins en parallèle du côté est de la rivière Dalesville.
La villégiature est développée par endroits dans la partie intermédiaire de son cours (lac Crooks et lac Carillon, de la municipalité de Brownsburg-Chatham) et près de son cours supérieur dans la zone de Grace Park.

## Géographie
La source de la rivière de l'Es» est située à l'embouchure d'un lac sans nom (longueur : 0,6 km ; altitude : 324 m). À partir de cette embouchure, la rivière de l'Est coule sur 21,2 km selon les segments suivants :
- 1,7 km vers le sud, puis l'ouest, dans la municipalité de Gore, en traversant le lac Caverhill (altitude : 311 m, jusqu'à son embouchure ;
- 3,1 km vers le sud en formant un crochet vers l'ouest en direction de Grace Park, jusqu'au chemin Braemar ;
- 2,5 km vers le sud en formant une courbe vers l'ouest et en longeant le chemin Stephenson, jusqu'à la décharge du lac Écho (venant du nord) ;
- 1,0 km vers le sud, jusqu'à la limite de Lachute ;
- 1,6 km vers le sud-ouest dans la ville de Lachute, jusqu'au chemin de Dunany ;
- 1,0 km vers l'ouest, jusqu'à la limite de la municipalité de Brownsburg-Chatham ;
- 0,1 km vers le sud-est dans la municipalité de Brownsburg-Chatham, jusqu'au chemin Macdougall ;
- 4,9 km vers le sud-est en traversant le lac Crooks (altitude : 180 m) et le lac Carillon (altitude : 160 m), jusqu'au chemin Sinclair ;
- 3,1 km vers le sud, jusqu'à la route 327 (route du Nord) qu’elle coupe à 1,4 km à l’est du village de Brownsburg ;
- 2,2 km vers le sud, en zigzaguant du côté ouest du village de Brownsburg, jusqu'à la confluence de la rivière[2].

La rivière de l'Est se déverse sur la rive nord-ouest de la rivière de l'Ouest. Cette confluence est située à :
- 2 km au sud-est du centre du village de Brownsburg ;
- 3,5 km à l’ouest de la confluence de la rivière de l'Ouest ;
- 8,8 km au nord du lac Dollard-des-Ormeaux lequel est traversé par la rivière des Outaouais ;

## Toponymie
Le toponyme rivière de l'Est a été officialisé le 5 décembre 1968 à la Banque des noms de lieux de la Commission de toponymie du Québec.